# 하마나군

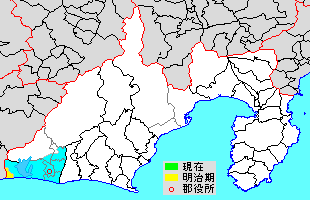
시즈오카현 하마나군의 위치 (하늘색:후에 다른 군에서 편입된 구역)

하마나군(浜名郡)은 일본 시즈오카현(도토미국)에 있던 군이다.

## 군역
1879년 행정 구역으로 출범할 당시의 군역은 현재의 행정 구역으로 대체로 고사이시의 일부(시라스카, 사카이주쿠)에 해당한다.

## 역사
- 1879년 3월 12일 - 군구정촌 편제법에 기초하여 행정 구역으로서의 하마나군이 발족.

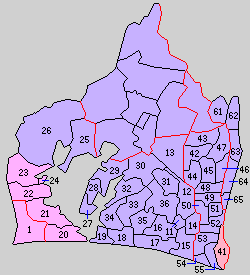
1.시라스카정 11.하마마쓰정 12.히쿠마촌 13.미카타하라촌 14.덴진마치촌 15.시라와키촌 16.아사바촌 17.신즈촌 18.시노하라촌 19.마이사카정 20.아라이정 21.기즈촌 22.신조촌 23.지바타촌 24.이리데촌 27.무라쿠시촌 28.미나미쇼나이촌 29.기타쇼나이촌 30.와지촌 31.요시노촌 32.이사미촌 33.가쿠로촌 34.유토촌 35.이리노촌 36.도미쓰카촌 42.오노다촌 43.히라키촌 44.아리타마촌 45.나카고리촌 46.가사이정 47.미시마촌 48.이치노촌 49.덴노촌 50.가바촌 51.와다촌 52.이다촌 53.호가와촌 54.가와와촌 55.고토촌 61.아카사촌 62.나카제촌 63.류치촌 64.도요니시촌 65.나카노마치촌 (보라:하마마쓰시 분홍:고사이시 25-26은 이나사군 41은 이와타군)

- 1889년 4월 1일 - 정촌제 시행으로, 시라스카슈쿠·사카이주쿠촌이 합병하여, 시라스카정(白須賀町)(현 고사이시)이 발족.(1정)
- 1896년
  - 4월 1일 - 군제 시행을 위해 하마나군 및 나가카미군·후치군의 대부분, 도요다군의 일부 구역으로, 새로이 하마나군을 설치. 아래의 정촌이 하마나군 소속이 됨. ★은 현 고사이시, 표시 없는 경우는 현 하마마쓰시.(5정 39촌)
    - 구 나가카미군 - 오노다촌(小野田村)·히라키촌(平貴村)·아리타마촌(有玉村)·나카고리촌(中郡村)·가사이정(笠井町)·미시마촌(美島村)·이치노촌(市野村)·덴노촌(天王村)·가바촌(蒲村)·와다촌(和田村)·이다촌(飯田村)·호가와촌(芳川村)·가와와촌(河輪村)·고토촌(五島村)
    - 구 후치군 - 하마마쓰정(浜松町)·히쿠마촌(曳馬村)·미카타하라촌(三方原村)·덴진마치촌(天神町村)·시라와키촌(白脇村)·아사바촌(浅場村)·신즈촌(新津村)·시노하라촌(篠原村)·마이사카정(舞阪町)·★아라이정(新居町)·★기즈촌(吉津村)·★신조촌(新所村)·★지바타촌(知波田村)·★이리데촌(入出村)·무라쿠시촌(村櫛村)·미나미쇼나이촌(南庄内村)·기타쇼나이촌(北庄内村)·와지촌(和地村)·요시노촌(吉野村)·이사미촌(伊佐見村)·가쿠로촌(神久呂村)·유토촌(雄踏村)·이리노촌(入野村)·도미쓰카촌(富塚村)
    - 구 도요다군 - 아카사촌(赤佐村)·나카제촌(中瀬村)·류치촌(竜池村)·도요니시촌(豊西村)·나카노마치촌(中ノ町村)

  - 9월 1일 - 군제 시행.
- 1904년 12월 14일 - 시라와키촌의 일부가 하마마쓰정에 편입.
- 1905년 3월 18일 - 기즈촌의 일부가 아라이정에 편입.
- 1908년
  - 1월 1일(5정 37촌)
    - 아리타마촌·나카고리촌 및 오노다촌의 일부가 합병하여, 세키시촌(積志村)이 발족.
    - 오노다촌의 일부와 히라키촌의 일부가 합병하여, 오노구치촌(小野口村)이 발족.
    - 미시마촌 및 히라키촌의 일부가 합병하여, 기타하마촌(北浜村)이 발족.

  - 10월 1일 - 아사바촌의 일부가 하마마쓰정에 편입.
- 1909년 12월 28일 - 요시노촌의 일부가 도미쓰카촌에 편입.
- 1910년 3월 28일 - 이리노촌의 일부가 아사바촌에 편입.
- 1911년 7월 1일 - 하마마쓰정이 시제 시행으로 하마마쓰시(浜松市)가 발족, 군에서 이탈.(4정 37촌)
- 1912년 10월 1일 - 도미쓰카촌의 일부가 하마마쓰시에 편입.
- 1914년 3월 10일 - 아사바촌이 가미촌(可美村)으로 개칭.
- 1916년 5월 1일 - 히쿠마촌, 덴진마치촌의 각 일부가 하마마쓰시에 편입.
- 1921년 4월 1일 - 덴진마치촌이 하마마쓰시에 편입.(4정 36촌)
- 1925년 2월 11일 - 유토촌이 정제 시행으로 유토정(雄踏町)이 됨.(5정 35촌)
- 1927년 2월 1일 - 덴노촌·이치노촌이 합병하여, 나가카미촌(長上村)이 발족.(5정 34촌)
- 1929년 4월 1일 - 기즈촌이 정제 시행과 개칭으로 와시즈정(鷲津町)이 발족.(6정 33촌)
- 1934년 2월 11일 - 히쿠마천이 정제 시행으로 히쿠마정(曳馬町)이 됨.(7정 32촌)
- 1936년 2월 11일 - 히쿠마정·도미쓰카촌이 하마마쓰시에 편입.(6정 31촌)
- 1939년 7월 1일 - 시라와키촌·가바촌이 하마마쓰시에 편입.(6정 29촌)
- 1949년
  - 4월 1일 - 가미촌의 일부가 하마마쓰시에 편입.
  - 8월 1일 - 이리노촌의 일부가 하마마쓰시에 편입.
- 1951년
  - 3월 23일 - 신즈촌·가와와촌·고토촌이 하마마쓰시에 편입.(6정 26촌)
  - 4월 1일
    - 도요니시촌과 가사이정이 합병하여, 새로이 가사이정을 신설.(6정 25촌)
    - 류치촌이 기타하마촌에 편입.(6정 24촌)

  - 11월 3일 - 오노구치촌이 정제 시행과 개칭으로 하마나정(浜名町)이 됨.(7정 23촌)
- 1953년 4월 1일 - 가쿠로촌의 일부가 이리노촌에 편입.
- 1954년
  - 3월 31일 - 가사이정·나가카미촌·와다촌·나카노마치촌이 하마마쓰시에 편입.(6정 20촌)
  - 7월 1일 - 호가와촌·이다촌·요시노촌·미카타하라촌이 하마마쓰시에 편입.(6정 16촌)
- 1955년
  - 3월 31일 - 가쿠로촌이 하마마쓰시에 편입.(6정 15촌)
  - 4월 1일
    - 시라스카정·와시즈정·신조촌·이리데촌·지바타촌이 합병하여, 고사이정(湖西町)이 발족.(5정 14촌)
    - 무라쿠시촌·미나미쇼나이촌·기타쇼나이촌이 합병하여, 쇼나이촌(庄内村)이 발족.(5정 10촌)
- 1956년
  - 4월 1일 - 하마나정·기타하마촌·아카사촌·나카제촌 및 이나사군 아라타마촌이 합병하여, 하마키타정(浜北町)이 발족.(5정 7촌)
  - 9월 30일 - 와지촌·이사미촌이 합병하여, 고토촌(湖東村)이 발족.(5정 6촌)
- 1957년
  - 3월 31일 - 이리노촌 및 고토촌의 일부가 하마마쓰시에 편입.(5정 5촌)
  - 10월 1일 - 세키시촌이 하마마쓰시에 편입.(5정 4촌)
- 1960년 10월 1일 - 고토촌이 하마마쓰시에 편입.(5정 3촌)
- 1961년 6월 20일 - 시노하라촌이 하마마쓰시에 편입.(5정 2촌)
- 1963년 7월 1일 - 하마키타정이 시제 시행으로 하마키타시(浜北市)가 되어, 군에서 이탈.(4정 2촌)
- 1965년 7월 1일 - 쇼나이촌이 하마마쓰시에 편입.(4정 1촌)
- 1972년 1월 1일 - 고사이정이 시제 시행으로 고사이시(湖西市)가 되어, 군에서 이탈.(3정 1촌)
- 1991년 5월 1일 - 가미촌이 하마마쓰시에 편입.(3정)
- 2005년 7월 1일 - 마이사카정· 유토정이 하마마쓰시에 편입.(1정)
- 2010년 3월 23일 - 아라이정이 고사이시에 편입. 이날 하마나군이 소멸됨.

## 참고 문헌
- 《가도카와 일본 지명 대사전》 편집위원회, 편집. (1982년 10월 1일). 《가도카와 일본 지명 대사전》. 22 시즈오카현. 가도카와 쇼텐. ISBN 4040012208.